# Christos Callow
Christos Callow (Grieks: Χρίστος Καλλόου) (Athene, 1955) is een Grieks zanger en acteur.

## Biografie
Callow werd geboren in de Griekse hoofdstad en studeerde aldaar aan het Nationaal Conservatorium en vervolgens aan de Katselisschool voor Drama. In 1979 speelde hij de rol van aartsbisschop Ansnan in de Griekse versie van Jesus Christ Superstar. Nadien speelde hij veelvuldig mee in series op de Griekse televisie.
Hij is vooral bekend omwille van zijn deelname aan het Eurovisiesongfestival 1990. De Griekse openbare omroep had hem intern geselecteerd, en hij mocht aldus Griekenland vertegenwoordigen in de Joegoslavische stad Zagreb met Horis skopo. Hij eindigde op de negentiende plaats, op dat moment de slechtste Griekse prestatie ooit op het Eurovisiesongfestival.
Christos is de neef van acteur Simon Callow.
1974: Marinella · 
1976: Mariza Koch · 
1977: Pascalis, Marianna, Robert & Bessy · 
1978: Tania Tsanaklidou · 
1979: Elpida · 
1980: Anna Vissi & Epikouri · 
1981: Yiannis Dimitras · 
1983: Kristi Stassinopoulou · 
1985: Takis Biniaris · 
1987: Bang · 
1988: Afroditi Frida · 
1989: Mariana Efstratiou · 
1990: Christos Callow & Wave · 
1991: Sophia Vossou · 
1992: Cleopatra · 
1993: Katerina Garbi · 
1994: Kostas Bigalis & The Sea Lovers · 
1995: Elina Konstantopoulou · 
1996: Mariana Efstratiou · 
1997: Marianna Zorba · 
1998: Thalassa · 
2001: Antique · 
2002: Michalis Rakintzis · 
2003: Mando · 
2004: Sakis Rouvas · 
2005: Elena Paparizou · 
2006: Anna Vissi · 
2007: Sarbel · 
2008: Kalomira · 
2009: Sakis Rouvas · 
2010: Giorgos Alkaios & Friends · 
2011: Loukas Giorkas feat. Stereo Mike · 
2012: Eleftheria Eleftheriou · 
2013: Koza Mostra feat. Agathonas Iakovidis · 
2014: Freaky Fortune feat. RiskyKidd · 
2015: Maria Elena Kiriakou · 
2016: Argo · 
2017: Demy · 
2018: Gianna Terzi · 
2019: Katerine Duska · 
2021: Stefania · 
2022: Amanda Tenfjord · 
2023: Victor Vernicos · 
2024: Marina Satti · 
2025: Klavdia